# Michael Cornelis C. Coomans
Michael Cornelis C. Coomans MSF (ur. 5 czerwca 1933 w Loon op Zand, zm. 6 maja 1992) – holenderski misjonarz katolicki posługujący w Indonezji, biskup diecezjalny Samarinda 1987-1992.

## Życiorys
Święcenia kapłańskie otrzymał 24 lipca 1960.
30 listopada 1987 papież Jan Paweł II mianował go biskupem diecezjalnym Samarinda. 14 lutego 1988 z rąk arcybiskupa Hieronymusa Bumbuna przyjął sakrę biskupią. Funkcję sprawował aż do swojej śmierci. 
Zmarł 6 maja 1992. 